# Sally Potter
Charlotte Sally Potter, OBE, född 19 september 1949 i London, är en brittisk filmregissör.

## Filmografi (urval)
- 1983 – The Gold Diggers
- 1992 – Orlando
- 1997 – The Tango Lesson
- 2000 – The Man Who Cried
- 2004 – Yes
- 2009 – Rage
- 2012 – Ginger & Rosa